# Phenomenon
『Phenomenon』（フェノメノン）はnano sound museumのミニアルバム。

## 概要
ナガオタツキのプロジェクトによる記念すべきインディーズデビュー作。「disco」と「rest your music」はナガオによるオリジナル曲。

## 批評
Skream!の成田早那は「じわりじわりと音を包み込むような感覚のソフトなエレクトロ・ロック。中期くらいのBOOM BOOM SATELLITESも連想させる傑作に仕上がっている」と評した。
CDジャーナルは「ダンス・ミュージックと重厚なロック・サウンドを融合させたサウンドは、おもちゃ箱をひっくり返したかのごとく賑やか。疾走感があるヴォーカルともよく馴染んでいる」と評した。

## 収録曲
1. disco
2. cast away
3. rip it up
4. self-discussion
5. rest your music
6. cast away （George Remix）
7. rip it up （Taiju Wada Remix）
8. rest your music （u★sei Remix）